# کوک-آی (شهرستان تلاس)
کوک-آی (به قرقیزی: Көк-Ой، كۅك وي) یک منطقهٔ مسکونی در قرقیزستان است که در شهرستان تلاس واقع شده‌است. کوک-آی ۶٬۹۰۴ نفر جمعیت دارد.